# Guðbrandur Vigfússon

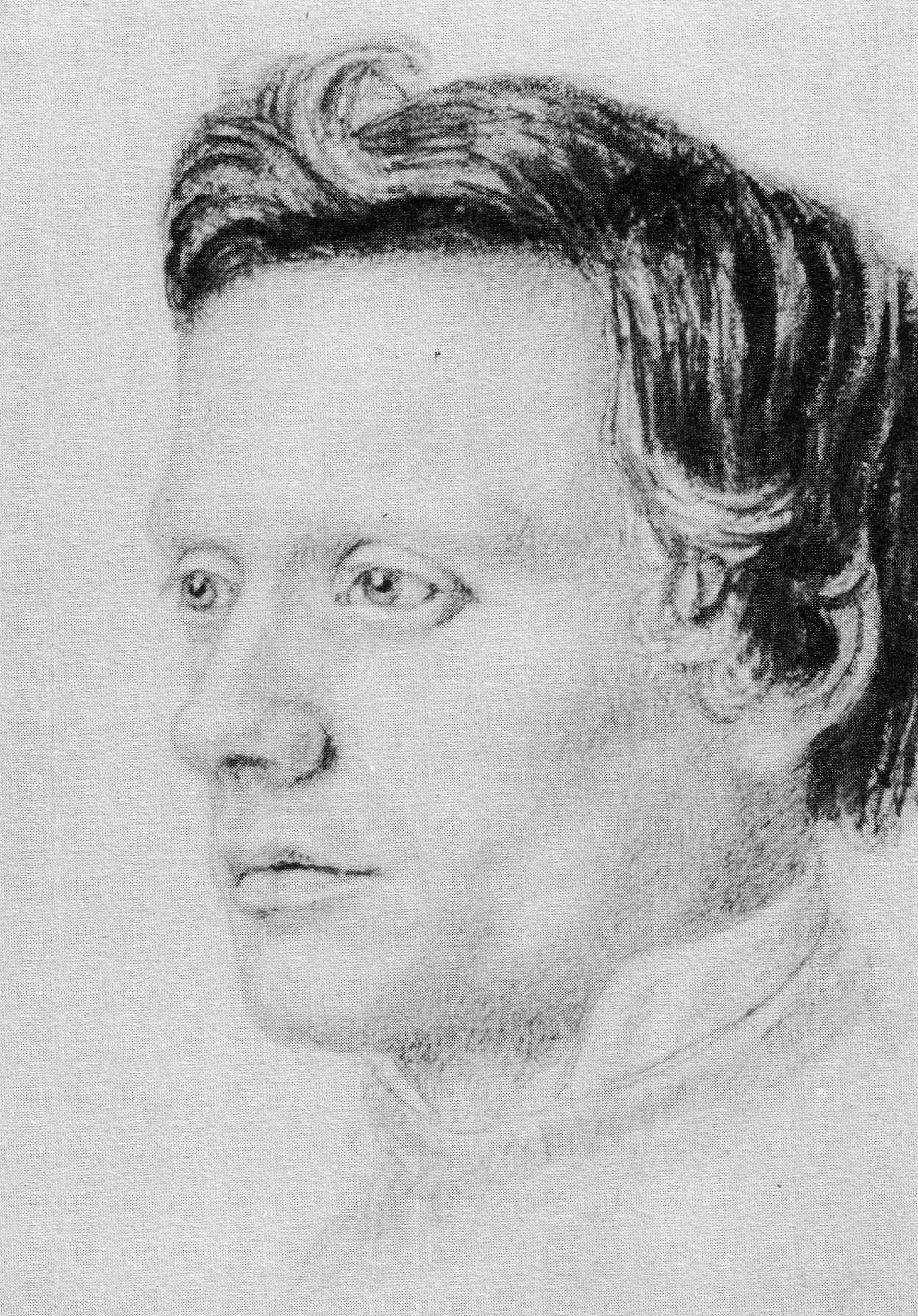
Bleistiftporträt Guðbrandur Vigfússons von Sigurður Málari.

Guðbrandr Vigfússon, wie er selbst schreibt, auch anglisiert als Gudbrand Vigfusson bekannt (* 13. März 1827; † 31. Januar 1889) war einer der bedeutendsten skandinavischen Gelehrten des 19. Jahrhunderts.

## Leben
Guðbrandur Vigfússon wurde auf Island in Breiðafjörður geboren und von seiner Verwandten und Pflegemutter Kristín Vigfússdóttir erzogen. Sein jüngerer Bruder Sigurður wurde später Pionier der Archäologie in Island. Guðbrandur besuchte die Lateinschule in Bessastaðir und (nach deren Verlegung) in Reykjavík. 1849 oder 1850 kam er an die Universität Kopenhagen als Bursar im Studentenwohnheim Regensen.
Anschließend arbeitete er vierzehn Jahre lang als Stipendarius an der Arnamagnäanischen Bibliothek, bis er, in seinen eigenen Worten, „every scrap of old vellum and of Icelandic written paper“ in der gesamten Sammlung kannte.
1857 lernte er in Kopenhagen Konrad Maurer kennen. Die beiden Männer schlossen eine innige Freundschaft, die sie ihr ganzes Leben pflegten; dasselbe gilt für die Freundschaft mit Theodor Möbius. Er hat beide mehrfach in Deutschland besucht.
Von 1861 bis 1862 übernahm er die Redaktion der Kulturzeitschrift Skírnir.
1866 zog Guðbrandur Vigfússon zunächst nach London, dann weiter nach Oxford in England um, wo er den Rest seines Lebens verbrachte. Er hatte dort ab 1884 an der Universität Oxford die Position des Readers für Skandinavisch, eine für ihn geschaffene Stelle, inne. 1877 wurde er zum Universitätsjubiläum Ehrendoktor der Universität Uppsala, nachdem er ohne förmlichen Universitätsabschluss in Oxford 1871 M.A. ehrenhalber geworden war. 1885 erhielt er den dänischen Dannebrogorden. Seit 1873 war er korrespondierendes Mitglied der Bayerischen Akademie der Wissenschaften.
Guðbrandur starb am 31. Januar 1889 an Krebs. Er wurde am 3. Februar 1889 im St. Sepulchre’s Cemetery in Oxford begraben.

## Werk
Guðbrandur Vigfússon war ein hervorragender Literaturkenner. Er beherrschte die meisten europäischen Sprachen und war mit ihren klassischen Werken vertraut. Sein Gedächtnis war ebenfalls herausragend.
Seine erste Arbeit Um tímatal í Íslendinga sögum í fornöld (von Oktober 1854 bis April 1855 verfasst) legte den Grundstein für die Chronologie der isländischen Frühgeschichte. Seine darauf folgenden Herausgaben von isländischen Klassikern (1858–1868), Biskupa sögur, Bárðar Saga, Fornsögur (mit Theodor Möbius), Eyrbyggja saga und Flateyjarbók (mit Carl Richard Unger) eröffneten eine neue Ära der Islandforschung.
Beginnend mit seinem Umzug nach England arbeitete er sieben Jahre (1866–1873) an dem Oxford Icelandic-English Dictionary (erschienen 1869–74), dem zu seiner Zeit besten Wörterbuch für altes und modernes Isländisch, ein monumentales Werk (mit immer noch sehr nützlichen grammatischen Tabellen!) einer einzigen Hand, was Einleitung und Titelblatt nicht hergeben und was ihm großen Verdruss bereitet hat.
Anschließend wandte er sich in Verbindung mit dem englischen Juristen und Historiker Frederick York Powell (1850–1904) erneut den isländischen Sagas zu. Seine Herausgaben (1874–1885) umfassten die Orkneyinga saga und die Hákonar saga, die große und komplexe Sammlung historischer Islandsagas, die Sturlunga saga, und das Corpus Poeticum Boreale (1883), in dem er die gesamte altisländische Dichtung bearbeitete. Als Einführung in die Sturlunga saga schrieb er eine vollständige und detaillierte Geschichte der klassischen nordischen Literatur und ihrer Quellen (Prolegomena). In seiner Einführung zum Corpus legte er die Basis zu einer Geschichte der eddischen Dichtung und Hofdichtung des Nordens. Das CPB stieß in der Fachwelt allenthalben auf Ablehnung, weil es zwar großartig gedacht, aber völlig unkritisch ausgeführt ist.
Als Autor in seiner Muttersprache erhielt er Anerkennung für seine Reisebeschreibungen aus Norwegen und Deutschland.